# Marko Prezelj
Marko Prezelj, né le 13 octobre 1965 à Kamnik, est un alpiniste et photographe slovène.

## Biographie
Prezelj a reçu quatre Piolets d'or.
Il gagne le prix inaugural de l'« Oscar de l'alpinisme » en 1992 avec Andrej Štremfelj pour leur nouveau tracé sur la face sud du Kangchenjunga (8 476 mètres) en style alpin.
Le second est reçu en 2007 avec Boris Lorenčič, pour la première ascension de la face nord-ouest du Chomolhari en octobre 2006. Prezelj refuse sa seconde récompense parce qu'il était conscient des dangers d'une telle compétition.
En 2014 il reçoit son troisème Piolet d'Or, avec Aleš Česen et Luka Lindič, pour leur première de la face nord du Hagshu en Inde.
En 2016, il reçoit son dernier à ce jour, en compagnie de Manu Pellissier, Urban Novak et Hayden Kennedy. Ce prix récompense leur ascension d'octobre 2015 dans la face est du Cerro Kishtwar, en Inde (voie d'escalade mixte en style alpin intitulée Light Before Wisdom).
Prezelj a un diplôme de génie chimique et est un guide de montagne IFMGA/UIAGM et un instructeur d'alpinisme. Il est marié et a deux fils.

## Ascensions
- 1987 Lhotse Shar Expédition (atteint 7 300 m)
- 1988 Nouvelle route sur la face nord du Cho Oyu
- 1989 Shisha Pangma tentative par la face sud; ascension en solitaire du Kang Ri (6 240 m)
- 1991 Kangchenjunga (8 476 m) nouvelle route sur la face sud, première ascension du Boktoh (6 142 m), seconde ascension du Talung (7 349 m)
- 1992 Première ascension du Melungtse (7 181 m)
- 1993 El Capitan, première ascension du Wyoming Sheep Ranch
- 1995 Torre Norte del Paine au Chili.
- 1998 Nouvelle route sur le sommet est du Porong Ri (7 284 m) et Yebokangal Ri (7 332 m)
- 1999 Première ascension du mur nord du Gyachung Kang (7 952 m)
- 2000 Seconde ascension du "Golden Pillar" de Spantik
- 2001 Begguya et mont McKinley (6 193 m) en Alaska - « Light Traveller » sur la face sud, nouvelle route, montée libre en style single push[Quoi ?], et Nilkanth face ouest  (6 596 m)
- 2002 Nuptse tentative du sommet par la face sud
- 2004 North Twin ascension de la face nord avec Steve House et Kapura Peak (6 544 m), nouvelle route et première ascension
- 2005 Cayesh nouvelle route
- 2006 « The Long Run » sur Cerro Torre et « Extreme Emotions » sur le Cerro Standhardt, ascension libre du "Cobra Oillar" sur le mont Barille (Alaska) et Chomolhari (7 326 m) pilier nord-ouest
- 2007 Première ascension du K7 à Karakoram
- 2008 Nouvelle route sur la face ouest du Kangchungtse (7 678 m)
- 2009 Baghirathi IV, III et II nouvelles routes
- 2010 Bisotun Wall, Iran, nouvelle route
- 2011 Makalu W tentative de face (atteint 7 000 m) et traversée intégrale de la falaise de Chago peaks

## Sources
- (en) Cet article est partiellement ou en totalité issu de l’article de Wikipédia en anglais intitulé « Marko Prezelj » (voir la liste des auteurs).